# Forotic

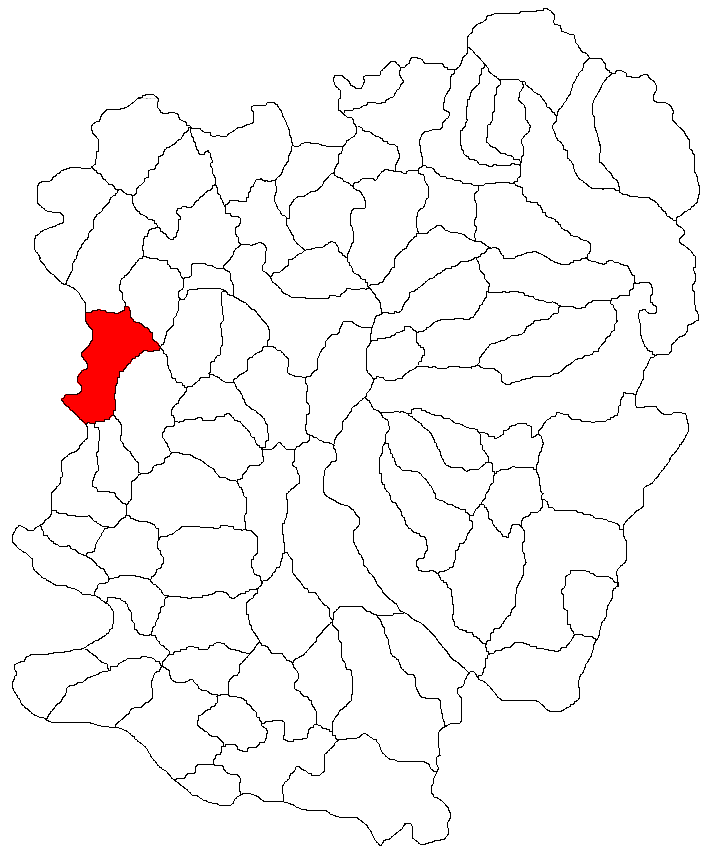
Lage der Gemeinde Forotic im Kreis Caraș-Severin

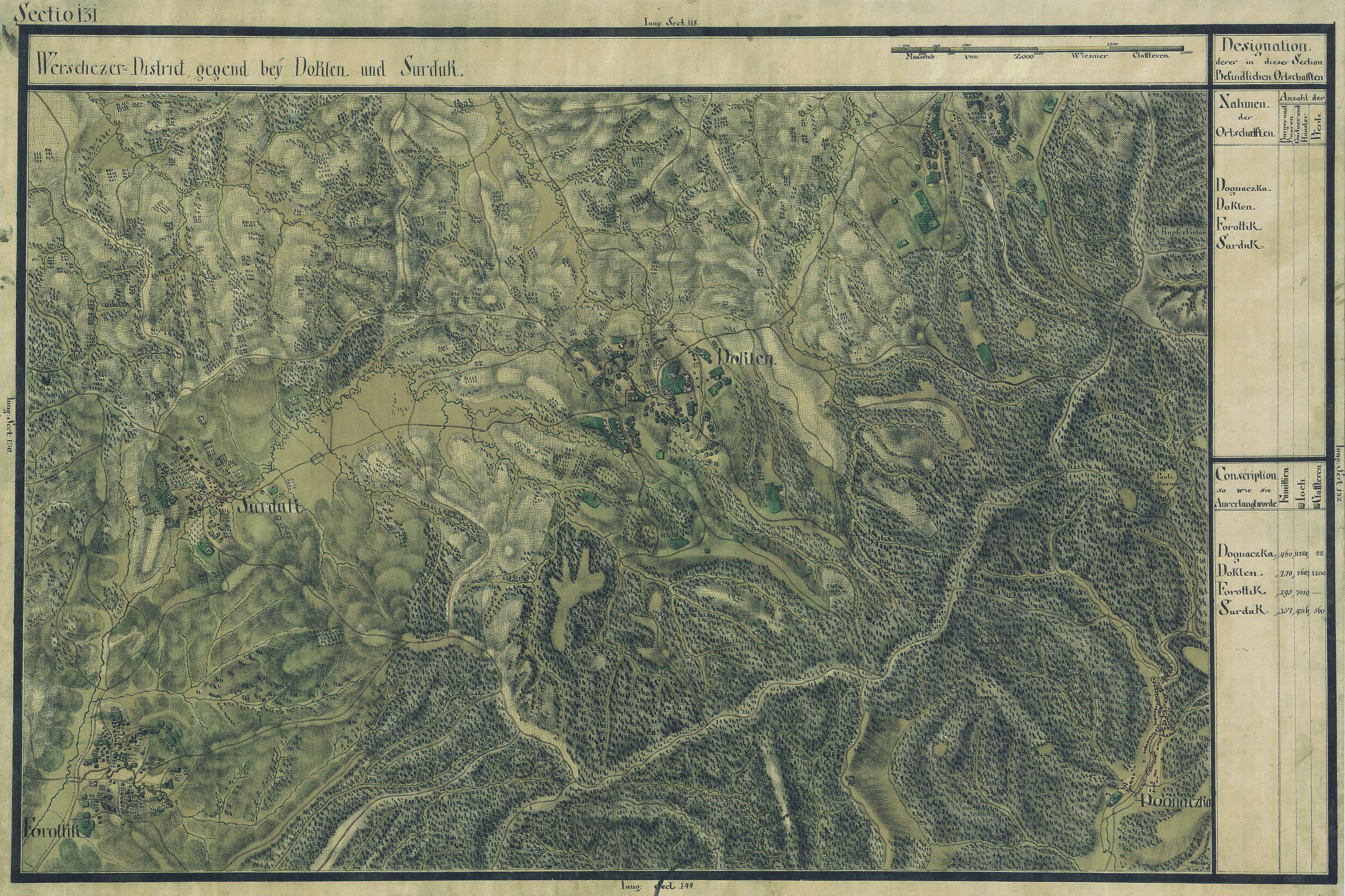
Forotic auf der Josephinischen Landaufnahme

Forotic (deutsch Forotik, ungarisch Forotik) ist eine Gemeinde im Kreis Caraș-Severin in der Region Banat in Rumänien. Zur Gemeinde Forotic gehören auch die Dörfer Brezon, Comorâște und Surducu Mare.

## Geografische Lage
Forotic liegt im Nordwesten des Kreises Caraș-Severin, an der Kreisstraße 572 Bocșa-Doclin-Comorâște und an der Lansstraße 57 Oravița-Timișoara, in 25 km Entfernung von Oravița und 30 km von Bocșa.

## Nachbarorte
| Clopodia  | Brezon                                      | Doclin   |
| Jamu Mare | Kompassrose, die auf Nachbargemeinden zeigt | Calina   |
| Lățunaș   | Comorăște                                   | Cărnecea |

## Geschichte
Früheste Spuren menschlicher Anwesenheit im Gemeindegebiet liefern die jungsteinzeitlichen Funde in der Flur Gruniul cu Cremene. Von einer Besiedlung in römischer Zeit zeugen dann die Ruinen des Kastells Surducu Mare im Ortsteil Surducu Mare. Der Platz trug zu dieser Zeit den Namen Centum Puntei.
Forotic wurde 1557 erstmals urkundlich erwähnt, als es Teil der Güter Doclin und Biniș war. 1699 war Forotyk Teil des Komitats Severin. Auf der Josephinischen Landaufnahme von 1717 ist der Ort Horodic mit 73 Häuser eingetragen und gehörte zum Distrikt Werschetz. Nach dem Frieden von Passarowitz (1718) war die Ortschaft Teil der Habsburger Krondomäne Temescher Banat. Auf der Mercy-Karte von 1723 ist der Ort Koradik vermerkt.
Mit dem Österreichisch-Ungarischen Ausgleich (1867) wurde das Banat dem Königreich Ungarn innerhalb der Doppelmonarchie Österreich-Ungarn angegliedert.
Der Vertrag von Trianon am 4. Juni 1920 hatte die Dreiteilung des Banats zur Folge, wodurch Forotic an das Königreich Rumänien fiel.

## Bevölkerungsentwicklung
| 1880 | 3391 | 3045 | 20  | 218 | 108           |
| 1910 | 4540 | 3435 | 223 | 594 | 288           |
| 1930 | 3798 | 3018 | 80  | 431 | 269           |
| 1977 | 2580 | 2307 | 25  | 135 | 113           |
| 2002 | 1917 | 1750 | 6   | 22  | 139           |
| 2021 | 1488 | 1291 | 3   | 7   | 187 (42 Roma) |